# 園潔
園 潔（その きよし、1953年4月18日 -）は、日本の実業家。三菱UFJフィナンシャル・グループ取締役代表執行役会長を経て、三菱UFJ銀行代表取締役会長、関西経済連合会副会長。

## 略歴
大分県出身。九州大学法学部を卒業後、1976年（昭和51年）4月に三和銀行に入行。企業向け業務等の国内営業を長く担当した。
2004年（平成16年）5月にUFJ銀行取締役執行役員、2006年（平成18年）1月に三菱東京UFJ銀行執行役員となった後、同5月同行常務執行役員。2010年（平成22年）5月専務執行役員を経て、2012年（平成24年）5月から三菱UFJフィナンシャル・グループ常務執行役員、同6月から三菱東京UFJ銀行副頭取を務めた。
2014年（平成26年）5月に三菱東京UFJ銀行取締役副会長及び三菱UFJニコス取締役、同6月に三菱UFJフィナンシャル・グループ取締役会長となり、2015年（平成27年）6月に三菱UFJフィナンシャル・グループ取締役代表執行役会長に就任している。
2017年（平成29年）関西経済連合会副会長、南海電気鉄道取締役、三菱東京UFJ銀行取締役副会長執行役員。2018年（平成30年）三菱UFJ銀行取締役副会長執行役員。2019年（平成31年）4月三菱UFJ銀行代表取締役会長、三菱UFJフィナンシャル・グループ取締役執行役常務。同年6月三菱自動車工業取締役。
2021年（令和3年）に三菱UFJ銀行代表取締役会長を退任。